# Кубок Европейской конфедерации волейбола среди женщин 2012/2013
33-й розыгрыш Кубка Европейской конфедерации волейбола (ЕКВ) среди женщин проходил с 23 октября 2012 по 2 марта 2013 года с участием 32 клубных команд из 21 страны-члена Европейской конфедерации волейбола (с 4-го круга к розыгрышу присоединились ещё 4 команды). Победителем турнира впервые стала польская команда «Мушинянка-Факро» (Мушина).

## Система квалификации
32 места в Кубке Европейской конфедерации волейбола 2012/2013 были распределены по рейтингу ЕКВ на 2012 год, учитывающему результаты выступлений клубных команд стран-членов ЕКВ в еврокубках на протяжении трёх сезонов (2008/2009—2010/2011). Согласно ему места в Кубке получили клубы стран, занимающих 1—18 позиции в рейтинге: Россия (1 команда), Италия, Турция, Франция, Польша, Сербия, Румыния, Азербайджан, Испания, Германия, Хорватия, Швейцария, Чехия, Австрия и Бельгия (все по 2), Греция, Нидерланды и Беларусь (по 1 команде). После отказа от участия в Кубке клубов из Испании и Беларуси, а также по одному из двух представителей Италии, Сербии, Румынии и Германии в числе участников появилось 7 вакансий. Эти места получили Нидерланды, а также страны, занимающие в рейтинге позиции ниже 18-й — Украина (2 команды), Словения, Финляндия, Босния и Герцеговина и Албания.

## Команды-участницы (с 1/16 финала)
| Страна               | Команда                            |                                                                     |
| -------------------- | ---------------------------------- | ------------------------------------------------------------------- |
| Россия               | «Омичка» (Омск)                    | 4-е место в чемпионате России 2012                                  |
| Италия               | «Ребекки-Нордмекканика» (Пьяченца) | 3-й призёр чемпионата Италии 2012                                   |
| Турция               | «Фенербахче» (Стамбул)             | 3-й призёр чемпионата Турции 2012                                   |
| Турция               | ТЕД «Коледжлилер» (Анкара)         | по итогам предварительного этапа чемпионата Турции 2012 (5-е место) |
| Франция              | «Безье» (Безье)                    | 3-й призёр чемпионата Франции 2012                                  |
| Франция              | «Стелла Кале» (Кале)               | по итогам чемпионата Франции 2012 (4-е место)                       |
| Польша               | «Алупроф» (Бельско-Бяла)           | по итогам чемпионата Польши 2012 (4-е место)                        |
| Польша               | АЗС «Белосток» (Белосток)          | по решению Волейбольного союза Польши                               |
| Сербия               | ТЕНТ (Обреновац)                   | по итогам предварительного этапа чемпионата Сербии 2012 (3-е место) |
| Румыния              | «Штиинца» (Бакэу)                  | 2-й призёр чемпионата Румынии 2012                                  |
| Азербайджан          | «Бакы-Азерйол» (Баку)              | 3-й призёр чемпионата Азербайджана 2012                             |
| Азербайджан          | «Игтисадчи» (Баку)                 | по итогам чемпионата Азербайджана 2012 (4-е место)                  |
| Германия             | «Роте-Рабен» (Фильсбибург)         | 3-й призёр чемпионата Германии 2012                                 |
| Хорватия             | «Риека»                            | Чемпион Хорватии 2012                                               |
| Хорватия             | «Сплит-1700»                       | 2-й призёр чемпионата Хорватии 2012                                 |
| Швейцария            | «Сагре» (Невшатель)                | 2-й призёр чемпионата Швейцарии 2012                                |
| Швейцария            | «Кёниц» (Кёниц)                    | 3-й призёр чемпионата Швейцарии 2012                                |
| Чехия                | «Оломоуц» (Оломоуц)                | 3-й призёр Чемпион Чехии 2012                                       |
| Чехия                | «Кралово Поле» (Брно)              | по итогам чемпионата Чехии 2012 (4-е место)                         |
| Австрия              | «СВС Пост» (Швехат)                | Чемпион Австрии 2012                                                |
| Австрия              | «Линц-Штег» (Линц)                 | 2-й призёр чемпионата Австрии 2012                                  |
| Бельгия              | «Астерикс» (Килдрехт)              | Чемпион Бельгии 2012                                                |
| Бельгия              | «Дофин» (Шарлеруа)                 | Обладатель Кубка Бельгии 2012                                       |
| Греция               | АЕК (Афины)                        | Чемпион Греции 2012                                                 |
| Нидерланды           | «Слидрехт» (Слидрехт)              | Чемпион Нидерландов 2012                                            |
| Нидерланды           | «Верт» (Верт)                      | 3-й призёр чемпионата Нидерландов 2012                              |
| Украина              | «Химик» (Южное)                    | Чемпион Украины 2012                                                |
| Украина              | «Волынь-Университет» (Луцк)        | 2-й призёр чемпионата Украины 2012                                  |
| Словения             | «Нова-КБМ-Браник» (Марибор)        | Чемпион Словении 2012                                               |
| Финляндия            | «Виести» (Сало)                    | Чемпион Финляндии 2012                                              |
| Босния и Герцеговина | «Единство» (Брчко)                 | Чемпион Боснии и Герцеговины 2012                                   |
| Албания              | «Минатори» (Рёшен)                 | Чемпион Албании 2012                                                |

Лучшие (по итогам национальных чемпионатов 2012) волейбольные команды России, Италии, Турции, Франции, Польши, Сербии, Румынии, Азербайджана, Германии, Швейцарии и Чехии в сезоне 2012—2013 выступают в Лиге чемпионов.

## Система проведения розыгрыша
Со старта в розыгрыше участвуют 32 команды. Во всех стадиях турнира применяется система плей-офф, то есть команды делятся на пары и проводят между собой по два матча с разъездами. Победителем пары выходит команда, одержавшая две победы. В случае равенства побед в независимости от соотношения партий по сумме двух матчей назначается дополнительный сет (до 15 очков), победивший в котором выходит в следующую стадию розыгрыша.
После четвертьфинала проводится «Челлендж-раунд», в котором участвуют четыре оставшиеся клуба Кубка ЕКВ и четыре команды, выбывшие из Лиги чемпионов (из занявших на групповом этапе Лиги третьи места с наилучшими показателями). Победители «Челлендж-раунда» выходят в полуфинал.

## 1/16 финала
23-25.10/30.10-1.11.2012
 «Единство» (Брчко) —  «Омичка» (Омск)
24 октября. 0:3 (12:25, 18:25, 20:25).
1 ноября. 0:3 (8:25, 20:25, 17:25).
 «Игтисадчи» (Баку) —  «Слидрехт»
23 октября. 3:0 (25:17, 25:18, 25:22).
30 октября. 3:0 (25:12, 25:21, 25:20).
 «Роте-Рабен» (Фильсбибург) —  «Минатори» (Рёшен)
24 октября. 3:0 (25:12, 25:12, 25:8).
31 октября. 3:0 (25:10, 25:7, 25:6).
 «Бакы-Азерйол» (Баку) —  «Нова-КБМ-Браник» (Марибор)
25 октября. 3:0 (25:22, 25:22, 28:26).
31 октября. 1:3 (23:25, 25:21, 17:25, 23:25). Дополнительный сет 15:9.
 «Кралово Поле» (Брно) —  «Алупроф» (Бельско-Бяла)
24 октября. 1:3 (20:25, 9:25, 26:24, 23:25).
30 октября. 1:3 (17:25, 25:22, 17:25, 12:25).
 «Оломоуц» —  «Дофин» (Шарлеруа)
25 октября. 3:0 (25:15, 25:22, 25:18).
31 октября. 1:3 (19:25, 24:26, 25:17, 22:25). Дополнительный сет 11:15.
 АЗС «Белосток» —  СВС «Пост» (Швехат)
24 октября. 3:1 (16:25, 27:25, 25:22, 25:19).
1 ноября. 0:3 (20:25, 19:25, 23:25). Дополнительный сет 12:15.
 «Виести» (Сало) —  «Безье»
24 октября. 3:2 (25:21, 22:25, 18:25, 25:21, 15:10).
1 ноября. 0:3 (15:25, 16:25, 16:25). Дополнительный сет 10:15.
 «Химик» (Южный) —  «Фенербахче» (Стамбул)
23 октября. 1:3 (25:19, 11:25, 22:25, 22:25).
1 ноября. 3:2 (17:25, 25:22, 19:25, 25:21, 15:13). Дополнительный сет 9:15.
 ТЕД «Коледжлилер» (Анкара) —  «Астерикс» (Килдрехт)
24 октября. 3:2 (25:23, 28:26, 19:25, 19:25, 15:11).
1 ноября. 0:3 (16:25, 9:25, 13:25). Дополнительный сет 10:15.
 «Сагре» (Невшатель) —  «Верт»
25 октября. 3:1 (25:21, 25:21, 16:25, 25:19).
31 октября. 3:2 (29:27 17:25, 25:23, 21:25, 15:13).
 ТЕНТ (Обреновац) —  «Линц-Штег» (Линц)
24 октября. 3:1 (25:13, 19:25, 25:22, 27:25).
1 ноября. 2:3 (20:25, 24:26, 25:22, 26:24, 9:15). Дополнительный сет 10:15.
 «Сплит-1700» (Сплит) —  «Штиинца» (Бакэу)
25 октября. 0:3 (7:25, 17:25, 10:25).
31 октября. 0:3 (7:25, 11:25, 7:25).
 «Кёниц» —  «Риека»
24 октября. 3:0 (25:11, 25:23, 25:15).
31 октября. 3:1 (25:18, 25:20, 14:25, 25:21).
 АЕК (Афины) —  «Стелла Кале» (Кале)
24 октября. 3:2 (20:25, 25:19, 23:25, 25:12, 15:10).
31 октября. 2:3 (25:23, 25:20, 27:29, 22:25, 13:15). Дополнительный сет 15:17.
 «Волынь-Университет» (Луцк) —  «Ребекки-Нордмекканика» (Пьяченца)
24 октября. 3:2 (17:25, 25:21, 17:25, 25:21, 15:13).
31 октября. 0:3 (20:25, 15:25, 16:25). Дополнительный сет 15:10.

## 1/8 финала
13-14/20-22.11.2012
 «Игтисадчи» (Баку) —  «Омичка» (Омск)
13 ноября. 3:1 (22:25, 25:11, 25:20, 25:17).
21 ноября. 1:3 (16:25, 18:25, 25:20, 13:25). Дополнительный сет 8:15.
 «Роте-Рабен» (Фильсбибург) —  «Бакы-Азерйол» (Баку)
14 ноября. 3:1 (25:15, 22:25, 25:23, 25:15).
20 ноября. 2:3 (25:21, 18:25, 20:25, 25:16, 7:15). Дополнительный сет 10:15.
 «Дофин» (Шарлеруа) —  «Алупроф» (Бельско-Бяла)
15 ноября. 0:3 (13:25, 24:26, 19:25).
21 ноября. 0:3 (15:25, 14:25, 20:25).
 «Безье» —  СВС «Пост» (Швехат)
14 ноября. 3:1 (25:18, 20:25, 25:20, 25:13).
20 ноября. 3:2 (27:29, 25:17, 18:25, 25:15, 15:12).
 «Астерикс» (Килдрехт) —  «Фенербахче» (Стамбул)
15 ноября. 0:3 (17:25, 19:25, 21:25).
21 ноября. 0:3 (10:25, 17:25, 15:25).
 «Линц-Штег» (Линц) —  «Сагре» (Невшатель)
13 ноября. 3:2 (26:24, 24:26, 25:23, 23:25, 19:17).
22 ноября. 3:2 (13:25, 25:19, 18:25, 25:23, 17:15).
 «Кёниц» —  «Штиинца» (Бакэу)
14 ноября. 2:3 (25:18, 25:19, 18:25, 16:25, 17:19).
20 ноября. 2:3 (25:16, 11:25, 25:20, 10:25, 11:15).
 «Волынь-Университет» (Луцк) —  «Стелла Кале» (Кале)
14 ноября. 3:0 (25:11, 25:13, 28:26).
22 ноября. 1:3 (14:25, 23:25, 25:11, 13:25). Дополнительный сет 8:15.

## Четвертьфинал
4-6/11-12.12.2012
 «Омичка» (Омск) —  «Бакы-Азерйол» (Баку)
6 декабря. 3:1 (25:17, 20:25, 25:20, 25:12).
12 декабря. 3:1 (25:20, 25:20, 23:25, 25:13).
 «Алупроф» (Бельско-Бяла) —  «Безье»
5 декабря. 3:1 (25:20, 25:27, 25:16, 25:20).
11 декабря. 3:0 (25:15, 25:19, 25:20).
 «Линц-Штег» (Линц) —  «Фенербахче» (Стамбул)
4 декабря. 0:3 (16:25, 26:28, 14:25).
11 декабря. 0:3 (17:25, 18:25, 7:25).
 «Стелла Кале» (Кале) —  «Штиинца» (Бакэу)
5 декабря. 3:0 (25:21, 25:13, 25:19).
12 декабря. 3:1 (16:25, 25:21, 28:26, 25:23).
В Челендж-раунде против победителей четвертьфинальных пар играют 4 команды, выбывшие из розыгрыша Лиги чемпионов после предварительного этапа —  «Томис» (Констанца),  «Мушинянка-Факро» (Мушина),  «Таурон» (Домброва-Гурнича),  «Уралочка»-НТМК (Свердловская область).

## Челлендж-раунд
15-16/22-23.01.2013
 «Томис» (Констанца) —  «Омичка» (Омск)
15 января. 1:3 (23:25, 18:25, 26:24, 13:25).
23 января. 0:3 (17:25, 13:25, 23:25).
 «Мушинянка-Факро» (Мушина) —  «Алупроф» (Бельско-Бяла)
16 января. 3:1 (25:21, 25:16, 23:25, 25:16).
23 января. 3:0 (25:23, 25:12, 25:23).
 «Фенербахче» (Стамбул) —  «Таурон» (Домброва-Гурнича)
15 января. 3:0 (25:20, 25:16, 25:11).
23 января. 3:1 (25:21, 21:25, 25:19, 25:20).
 «Стелла Кале» (Кале) —  «Уралочка»-НТМК (Свердловская область)
15 января. 1:3 (25:27, 27:25, 23:25, 27:29).
22 января. 0:3 (10:25, 17:25, 24:26).

## Полуфинал
6-7/ 12-14.02.2013
 «Омичка» (Омск) —  «Мушинянка-Факро» (Мушина)
7 февраля. 2:3 (25:21, 19:25, 27:25, 24:26, 12:15).
14 февраля. 0:3 (22:25, 19:25, 17:25).
 «Фенербахче» (Стамбул) —  «Уралочка»-НТМК (Свердловская область)
6 февраля. 3:0 (25:18, 27:25, 25:23).
12 февраля. 0:3 (15:25, 20:25, 21:25). Дополнительный сет — 15:11.

## Финал

### 1-й матч
| 27 февраля 2013 | \| «Мушинянка-Факро» (Мушина) \| 3:2 cev.lu \| «Фенербахче» (Стамбул) \| \| Валентина Серена (6) Александра Ягело (5) Агнешка Беднарек (14) Саня Попович (23) Анна Верблиньска (19) Элеонора Дзенкевич (8) Паулина Май (л) Кинга Каспшак (3) Элен Руссо \| Голы \| Паула (9) Ипек Сороглу (2) Седа Токатиоглу (14) Ким Ён Гун (37) Береника Окуневска (13) Линдси Берг (1) Нихан Гюнейлигиль (л) Сенийе-Мерве Далбелер (л) Нилай Оздемир (1) Мерьем Чалик Айше-Гёкчен Денкель Элиф Онур \| | Мушина Hala «Muszyna» 1100 зрителей |
| Счёт по партиям — 26:24, 26:24, 19:25, 23:25, 15:11. Время матча — 2 часа 07 минут. Судьи: Кари Партиайнен, Сандро Ла Мичела.                                               | | |
| «Мушинянка-Факро» (Мушина) | 3:2 cev.lu | «Фенербахче» (Стамбул) |
| Валентина Серена (6) Александра Ягело (5) Агнешка Беднарек (14) Саня Попович (23) Анна Верблиньска (19) Элеонора Дзенкевич (8) Паулина Май (л) Кинга Каспшак (3) Элен Руссо | Голы | Паула (9) Ипек Сороглу (2) Седа Токатиоглу (14) Ким Ён Гун (37) Береника Окуневска (13) Линдси Берг (1) Нихан Гюнейлигиль (л) Сенийе-Мерве Далбелер (л) Нилай Оздемир (1) Мерьем Чалик Айше-Гёкчен Денкель Элиф Онур |

### 2-й матч
| 2 марта 2013 | \| «Фенербахче» (Стамбул) \| 2:3 cev.lu \| «Мушинянка» (Мушина) \| \| Линдси Берг (1) Паула (3) Береника Окуневска (16) Седа Токатиоглу (12) Ким Ён Гун (21) Ипек Сороглу (8) Сенийе-Мерве Далбелер (л) Нихан Гюнейлигиль (л) Элиф Онур (3) Айше-Гёкчен Денкель Нилай Оздемир Мерьем Чалик \| Голы \| Элеонора Дзенкевич (9) Валентина Серена (5) Александра Ягело (16) Агнешка Беднарек (12) Саня Попович (19) Анна Верблиньска (19) Паулина Май (л) Катажина Гайгал (1) \| | Стамбул Burhan Felek Voleybol Salonu 5700 зрителей |
| Счёт по партиям — 18:25, 25:19, 15:25, 25:22, 11:15. Время матча — 1 час 59 минут. Судьи: Луциан-Василе Нэстасе, Виктор Козловский.                                                                                  | | |
| «Фенербахче» (Стамбул) | 2:3 cev.lu | «Мушинянка» (Мушина) |
| Линдси Берг (1) Паула (3) Береника Окуневска (16) Седа Токатиоглу (12) Ким Ён Гун (21) Ипек Сороглу (8) Сенийе-Мерве Далбелер (л) Нихан Гюнейлигиль (л) Элиф Онур (3) Айше-Гёкчен Денкель Нилай Оздемир Мерьем Чалик | Голы | Элеонора Дзенкевич (9) Валентина Серена (5) Александра Ягело (16) Агнешка Беднарек (12) Саня Попович (19) Анна Верблиньска (19) Паулина Май (л) Катажина Гайгал (1) |

## Призёры
«Мушинянка-Факро» (Мушина): Анна Верблиньская, Эленора Дзенкевич, Доминика Серадзан, Агнешка Беднарек, Анна Качмар, Саня Попович, Кинга Каспшак, Катажина Гайгал, Элен Руссо, Александра Ягело, Паулина Май, Валентина Серена. Главный тренер — Богдан Сервиньский.
  «Фенербахче» (Стамбул): Сенийе-Мерве Далбелер, Нихан Гюнейлигиль, Паула Маркис Пекено, Элиф Онур, Ипек Сороглу, Седа Токатиоглу, Ким Ён Гун, Нилай Айдемир, Береника Окуневска, Мерьем Чалик, Линдси Берг, Айше-Гёкчен Денкель. Главный тренер — Мехмет-Камиль Соз.